# Куманьков, Евгений Иванович
Евге́ний Ива́нович Куманько́в (29 февраля 1920, Смоленск — 12 марта 2012, Москва) — выдающийся советский и российский художник-график, художник-постановщик. Народный художник РСФСР (1981). Принимал участие в создании таких фильмов, как «Иван Васильевич меняет профессию», «Не может быть!», «12 стульев», «Садко», «Илья Муромец», «Метель» и др.

## Биография
Родился 29 февраля 1920 года в Смоленске. Окончил художественный факультет ВГИКа (1943). Жил в Москве. Участник Народного ополчения в годы Великой Отечественной войны.
С 1945 года — художник-постановщик киностудии «Мосфильм». Автор декораций и костюмов художественных фильмов «Садко», «Илья Муромец», «Капитанская дочка», «Мёртвые души», «Война и мир» (не осуществлено), «Метель», «12 стульев», «Иван Васильевич меняет профессию», «Не может быть!» и др.
Главный художник Академического Малого театра (1974—1999), автор декораций и костюмов к многим спектаклям, включая «Царь Фёдор Иоаннович», «Царь Борис», «Горе от ума», «Русские люди», «Любовь Яровая», «Дети Ванюшина», «Господа Головлёвы» и др.
Cупруга — киновед, редактор «Мосфильма» Марианна Качалова (1925—2013). Сын — Антон Куманьков (1958—2010), российский график, портретист. Пасынок — Никита Покровский (1951), доктор социологических наук, профессор.
Умер в 2012 году. Похоронен на кладбище села Мелихово.

## Творчество
Для спектаклей и фильмов Куманькова характерны особое влияние русской реалистической школы в декорационном искусстве и пиетет по отношению к наследию русской классики. Широко известен как художник-урбанист. В течение всей жизни создавал уникальную по своим художественным и историческим достоинствам живописную и графическую летопись Москвы как города и архитектурного памятника. Для городских пейзажей Куманькова характерны лиричность, особая одухотворенность, романтичность восприятия истории. Московские работы Куманькова (особенно виды Арбата и других старых районов столицы) составляют уникальнейшую коллекцию, насчитывающую сотни живописных полотен, пастелей, рисунков. Автор серий работ «По городам мира», «Санкт-Петербург — Ленинград — Санкт-Петербург», «По волжским городам» и других. Выставка «Арбат и добрососедство» (2009). Московские работы Куманькова находятся в собраниях ведущих музеев России и за рубежом, изданы в альбомах, в частности «Москва… Святая родина моя» (Русский мир, 2006). Эскизы декораций и костюмов к фильму «Война и мир» находятся в Музее Л. Н. Толстого «Ясная Поляна». На протяжении многих лет неоднократно выступал в прессе в защиту исторического и архитектурного единства Москвы.
Основные собрания произведений живописных и графических Е. Куманькова находятся в Государственном музее А. С. Пушкина в Москве, Государственном историко-архитектурном, художественном и ландшафтном музее-заповеднике «Царицыно», в Мемориальной художественной коллекции «Душа и город Евгения и Антона Куманьковых» (куратор Никита Покровский), а также в десятках художественных музеев в России и за рубежом (США).
В феврале-апреле 2019 года в Библиотеке имени Е. А. Фурцевой в Москве с большим успехом проходила выставка московских графических и живописных работ Евгения Куманькова. На выставке был представлен молодёжный «квест» «Душа и город Евгения Куманькова». Студенты МГУ имени М. В. Ломоносова и РГСУ (программа «Культурология») осуществляли поиски «точек Куманькова» в Москве, анализировали по работам художника его видение города и представляли свою интерпретацию современного состояния исторической наследия Москвы в данных локациях. В январе-апреле 2020 года открыта выставка московских работ Е.Куманькова в Управе района Хамовники. Развёртывается кампания по празднованию 100-летия со дня рождения художника (февраль 2020 г.). В Доме кино в Москве прошла выставка кинодекорационных работ художника (2023).

## Награды
- Орден Почёта (1999)[4]
- Народный художник РСФСР (1981)
- Заслуженный художник РСФСР (1974)
- Золотая кисть России (2005)
- Человек-легенда ЦАО Москвы (2008)

## Фильмография

### Художник
- 1944 — Родные поля
- 1946 — Старинный водевиль
- 1948 — Путь славы
- 1950 — Далеко от Москвы
- 1952 — Садко
- 1954 — Школа мужества
- 1956 — Илья Муромец
- 1958 — Капитанская дочка
- 1960 — Мёртвые души
- 1960 — Месть
- 1961 — Знамя кузнеца
- 1962 — Тишины не будет
- 1964 — Метель
- 1971 — 12 стульев
- 1973 — Иван Васильевич меняет профессию
- 1975 — Не может быть!
- 1977 — Горе от ума
- 1977 — Инкогнито из Петербурга
- 1977 — Любовь Яровая
- 1980 — Берег
- 1985 — Без вины виноватые
- 1990 — Недоросль
- 1998 — Царь Иоанн Грозный

## Избранные публикации
- Куманьков Е. И. Москва!.. Святая Родина моя! : портрет города в пространстве и времени : [альбом] / Сост.: В. М. Мешков; предисл.: Ю. М. Поляков. — М.: Русскій міръ, 2006. — 367 с. — (Большая Московская библиотека : БМБ : Издательская программа Правительства Москвы). — 3000 экз. — ISBN 5-89577-081-9.
- Куманьков Е. И. Воспоминания : Графика, живопись, театр, кино : [Альбом]. — М.: Галарт, 1998. — [160] с. — 3000 экз. — ISBN 5-269-00968-4.
- Куманьков Е. И. Москва… как много в этом звуке… : [Альбом]. — М.: Сов. художник, 1978. — 33 с. — 30 000 экз.